# Топонимия Ямало-Ненецкого автономного округа
Топонимия Ямало-Ненецкого автономного округа — совокупность географических названий, включающая наименования природных и культурных объектов на территории Ямало-Ненецкого автономного округа.
Ямало-Ненецкий автономный округ был образован, первоначально как национальный, в составе Уральской области 10 декабря 1930 года. Название отражало этническое наименование коренного населения ненцы (самоназвание ненэць — «человек») и географическое положение округа, который включает в себя полностью полуостров Ямал и прилегающие к нему территории. Позднее округ входил в состав Обско-Иртышской и Омской областей (на 1939 год), с 1944 года был включён в Тюменскую область. С 1977 года Ямало-Ненецкий округ имеет статус автономного. С 1992 года, после подписания Федеративного договора, Ямало-Ненецкий округ стал полноправным субъектом Российской Федерации в составе Тюменской области, с тех пор его наименование не менялось.

## История формирования топонимии
Согласно схеме топонимического районирования В. А. Жучкевича, Ямало-Ненецкий округ относится к регионам с очагами древнейшей топонимии и узко специализированной топонимии позднейшего времени. Современная топонимическая карта округа включает ряд слоёв разной степени древности: финно-угро-самодийский (уральский), русский и нижний слой неизвестного происхождения. Северные районы округа заселены ненцами и селькупами, южнее, в таёжной зоне сказывается влияние языка ханты и в незначительной степени — манси. Более поздние пришельцы — коми. Русские старожилы основывали села и деревни, главным образом по течению Оби. Русские географические названия появились в пределах нынешней территории округа, начиная с конца XVI — начала XVII веков и были связаны прежде всего с проникновением русских первопроходцев в «златокипящую» Мангазею, центр торговли и пушных промыслов в нижнем течении реки Таз (в XVII веке называлась также Мангазейская). В годы советской власти появилось много русских названий в связи с лесо- и рыбопромышленным освоением территории и особенно с освоением нефтегазовых месторождений.
Топоним полуострова Ямал, который дал часть имени Ямало-Ненецкому автономному округу (от Полярного Урала и практически до устья Енисея), происходит от ненецких слов «я» («земля») и «мал» — («конец»); «я» + «мал» = «ямал» («конец земли») или «край земли». Впервые название полуострова с самоедского языка перевёл профессор Б. М. Житков, руководитель научной экспедиции 1908 года. Он также отметил, что на северной оконечности полуострова обитает род самоедов с одноимённым названием.

## Состав
По состоянию на 29 июля 2024 года, в Государственный каталог географических названий внесено 13232 записи о географических объектах Ямало-Ненецкого автономного округа, в том числе о 86 населённых пунктах. Ниже приводятся списки наиболее значимых природных объектов и крупнейших населённых пунктов ЯНАО с характеристиками их этимологии.

### Гидронимы

#### Пелагонимы
- Карское море — в древности именовали «Новое Северное», «Татарское», «Скифское», а также «Нарзямское» и «Мангазейское». Последние два названия использовали русские поморы, плававшие здесь в XV—XVII веках. Название «Нарзямское» происходит от названия небольшой ямальской реки, «Мангазейское» — от названия ненецкого племени, жившего в районе Обской губы. В XVIII веке Карским заливом стали называть современную Байдарацкую губу, и лишь после экспедиции А.Норденшёльда, уточнившей восточные границы моря, его стали обозначать на картах под названием «Карское»[4][5].
- Байдарацкая губа — названа по реке Байдарата (Байдарата-Яха), что по-ненецки — «лесная река»[6].
- Гыданская губа — названа в середине XVIII века по реке, впадающей в южную часть залива[7].
- Обская губа — название по реке Обь закрепилось на картах после Великой Северной экспедиции 1733—1743, работы которой внесли большой вклад в дело изучения низовьев Оби и Обской губы[8]. О гидрониме «Обь» см. ниже.
- Тазовская губа — название появилось в середине XVIII века и происходит от впадающей в гу6у реки Таз. По-ненецки тасу (таз, таси) — «нижний»[9]. См. Таз.
- Юрацкая губа — на Генеральной карте Енисейской губернии 1825 года обозначена как залив Варенцовский. В 1911 году названа управляющим гос. имуществ Енисейской губернии И. К. Окуличем по живущим здесь юракам (старое название ненцев, живущих к востоку от реки Таз)[10].

#### Потамонимы
На территории округа расположено около 48 тысяч рек, крупнейшие из них:
- Обь — происхождение названия реки точно не известно. По одной из версий, оно произошло от слова на языке коми, которое означало «снег», «снежный сугроб», «место у снега»[11]. По данным В.Штейница и А.Дульзона название связано с коми-зырянским словом обва — «снежная вода», так как русские узнали Обь в её нижнем течении, и её название получили от коми проводников[12]. Существует также предположение, что название реки — иранского происхождения, от *ап «вода» (тадж. Об). Такое название полноводной реке вполне могли дать степные ираноязычные народы, жившие на юге Западной Сибири в период с раннебронзового века по средневековье[11].
- Надым — для гидронима предложен ряд этимологий, из которых, по мнению Е. М. Поспелова, наиболее реалистичны от ненецкого нядей — «ягельный» и от ненецкого диалектного надо — «яр, крутой обрывистый берег»; допускается также существование родового наименования надангга («пришлые»)[13].
- Таз — упоминается в грамоте 1601 года как Таз. Название из ненецкого Тасу-Ям, где тасу (таз, таси) «нижний», ям — «большая река». В XVII веке река называлась также Мангазейская, — на ней находился русский торгово-промышленный центр Мангазея[14].
- Пур — название из реконструируемого финно-угорского термина со значением «река», ещё недавно употреблявшегося в языке некоторых самодийцев Западной Сибири. Термин puro- «ручей» — сохранился в современном финском языке[15].

#### Лимнонимы
На территории округа расположено около 300 тысяч озёр, крупнейшие из них:
- Большое Щучье — название от местных легенд, согласно которым столетние огромные щуки после разлива рек находят себе большое и глубокое озеро и остаются там.
- Нумто — гидроним в переводе с языка хантов означает «озеро Бога»[16].
- Шурышкарский Сор — по мнению А. К. Матвеева, топоним Шурышкары восходит к коми Сюроськар — «роговой городок», сор — «сезонное озеро». Мягкий согласный сь при усвоении коми топонимов русскими часто передаётся как ш[17].
- Ямбуто — название трёх озёр, переводится с ненецкого как «длинное озеро».
- Яррото 1-е и Яррото 2-е — происходят от ненецких слов: яр — «песок» и то — «озеро», то есть Ярато — «озеро с песчаными берегами»[18].

### Ойконимы
- Салехард — основан в 1595 году как крепость на мысу при впадении в Обь реки Полуй и первоначально назывался Обдорск — «место при Оби» (коми формант дор в топонимах согласно Фасмеру имеет значение «сторона, берег»[19]). В словаре русского языка Даля «дор» отмечается в северных русских говорах, как «починок», «новое селенье». В 1933 году Обдорск переименован в Салехард — «поселение на мысу» (нен. сале «мыс», хард «дом, поселение»). 27 ноября 1938 года был преобразован в город[20].
- Губкинский — основан в 1986 году, назван в честь советского геолога И. М. Губкина.
- Лабытнанги — возник как селение хантов, которое называлось юрты Лабытнангские. Название города происходит от хантыйских слов лапыт («семь») и нангк («лиственница»)[21].
- Муравленко — основан в 1984 году как посёлок нефтяников Муравленковский. Возникало немало споров по поводу названия будущего города. Одни предлагали назвать его «Нефтеозёрском», другие — «Трёхозёрным», но в конечном счёте посёлку было присвоено имя инженера-нефтяника, первого начальника «Главтюменьнефтегаза» В. И. Муравленко. С 1990 года — город Муравленко[22]. В разговорной речи — «Мурка».
- Надым — упоминается в начале XX века как место торга на правом берегу реки Надым. Сейчас это отдалённый микрорайон Правобережный (бывший посёлок Старый Надым, ранее Надымские Юрты), а название Надым затем получил в 1972 году выросший на левом берегу Надыма город, к которому позже в 2004 году и был присоединён Старый Надым[23]. Этимология гидронима Надым остаётся не до конца установленной. По одной версии, происходит из нен. Нады-Ям — «обильное место», но по-ненецки река называется Няти-Ям — «река няти». На уровне народной этимологии — «ягельная река»[24].
- Новый Уренгой — возник как город газовиков вблизи Уренгойского газового месторождения, названного по посёлку Уренгой, находящемуся в 75 километрах к востоку от Нового Уренгоя. Топоним «Уренгой» объясняют из ненецкого как «глухой, дремучий»[25].
- Ноябрьск — название города происходит от названия месяца ноябрь, так как первый десант строителей-железнодорожников прибыл на место будущего города в начале ноября 1976 года незадолго до годовщины Октябрьской революции[26]. Поселение хотели также назвать по одному из близлежащих озёр — Ханто, однако «социалистическое мышление» всё же возобладало[27].

### Оронимы
- Пайер — название ненецкого происхождения, означает «Камень-Хозяин», «Хозяин Урала», «Владыка гор» (пэ — «камень», ерв — «хозяин»)[28].
- Ханмей — от одноимённого гидронима, который, по-видимому, представляет собой комбинацию ненецких слов, где корень связан с охотой, отсюда и наиболее вероятный перевод — «Охотничья река».
- Колокольня — название дано по форме, описанной Б. Н. Городковым: «пирамидальная вершина, белеющая многочисленными пятнами снега, поднимается также среди менее возвышенных зубчатых хребтов в верховьях самого южного притока Сыни. Она известна у зырян под именем горы Колокольни, как и сама река»[29].
- Сибирские Увалы — увал, является водоразделом между правыми притоками Оби и верховьями рек Казым, Надым, Пур и Таз. Обстоятельства фиксации названия не установлены.

### Инсулонимы
- Остров Шокальского — описан и нанесён на карту в 1902 году Гидрографической экспедицией Северного Ледовитого океана на п/х «Пахтусов» под командованием капитана 2 ранга А. И. Варнека и по его предложению назван в честь профессора Ю. М. Шокальского[30].